# فهرست دانشگاه‌های کارولینای جنوبی
- دانشگاه ایالتی کارولینای جنوبی
- دانشگاه کلمسون
- دانشگاه کارولینای جنوبی
- دانشگاه پزشکی کارولینای جنوبی